# Guo Wengui
Pour les articles homonymes, voir Guo.
Guo Wengui (chinois simplifié : 郭文贵; né le 2 février 1967), aussi connu sous les noms de Guo Wen Gui, Guo Haoyun (chinois simplifié : 郭浩云) et Miles Kwok est un milliardaire et une personnalité chinoise du monde des affaires.
Recherché en Chine pour des faits de corruption, il s'exile aux États-Unis. Il y est arrêté en 2023 pour diverses affaires de fraudes.

## Biographie

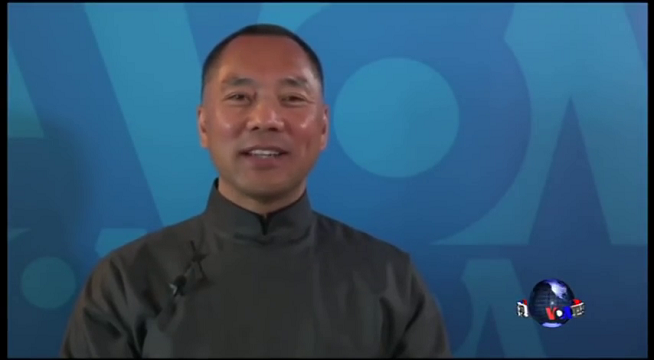
Guo Wengui en 2017

Guo Wengui est notamment présent dans le secteur immobilier. En 2017, il a accusé des dirigeants chinois (Wang Qishan, Meng Jianzhu, Jiang Mianheng, etc.) de corruption,. Il est actuellement l'objet d'une fiche Interpol de la part de la Chine, pour des affaires de corruptions, mais Interpol est soupçonné d'être manipulé par la Chine selon multiples articles dans les médias dont le New York Times fait partie,.
Guo qui affirme avoir rencontré le 14e dalaï-lama plusieurs fois, est bouddhiste,.
En 2017, il habite à New York mais est recherché par le régime communiste chinois car ses révélations gênent le pouvoir et risquent d'influencer le 19e congrès national du Parti communiste chinois. Il demande l'asile politique aux États-Unis.
Adversaire déclaré du régime politique chinois, il annonce en décembre 2017 le lancement d'une plateforme médiatique pour « essayer d'arriver à un État de droit, d'arriver à la démocratie, à la liberté ». Il affirme avoir rencontré dix fois Stephen Bannon, hommes d'affaires et dirigeant de médias qui plaide pour que Washington fasse de la « guerre économique » contre la Chine une priorité. Il participe au financement des activités de ce dernier. Ensemble, ils fondent un lobby anti-République populaire de Chine : le Nouvel État fédéral de Chine. C'est sur un yacht du milliardaire chinois que Steve Bannon a été arrêté en août 2020 dans une affaire de détournement de fonds.

### Arrestation en 2023
Guo Wengui est arrêté à New York en mars 2023, accusé d'avoir floué des milliers d'investisseurs pour s'enrichir. Le parquet fédéral de Manhattan a délivré un acte d'inculpation contenant onze accusations de fraude électronique, fraude en matière de titres, fraude bancaire et blanchiment d'argent. Les crimes qui lui sont reprochés sont passibles de 20 ans de prison.
L'homme d'affaires a gagné plus d'un milliard de dollars selon le procureur fédéral grâce à ses pratiques frauduleuses. La justice fait saisir pour 630 millions de dollars issus de ces fraudes, comme un somptueux manoir de plus de 4.600 m2 dans le New Jersey et une collection de véhicules de luxe des marques Bugatti, Lamborghini ou Rolls Royce.
En juillet 2024, Guo Wengui est reconnu coupable par un jury américain de multiples accusations de fraude, accusé d'avoir dirigé une entreprise de racket de 2018 à 2023 qui a escroqué des milliers d'investisseurs de plus d'un milliard de dollars.